# Gaston III de Foix-Candale
 (novembre 2019).
Si vous disposez d'ouvrages ou d'articles de référence ou si vous connaissez des sites web de qualité traitant du thème abordé ici, merci de compléter l'article en donnant les références utiles à sa vérifiabilité et en les liant à la section « Notes et références ».
Pour les articles homonymes, voir Gaston de Foix, de Foix et Candale.
Gaston III de Foix-Candale, dit le boiteux (mort en 1536), fut comte de Benauges et de Candale, captal de Buch.
Il est fils de Gaston II de Foix-Candale, issu d'une branche de la famille des comtes de Foix, appelée Foix-Candale, et de Catherine de Foix (comtesse de Candale).

## Mariage et descendance
Gaston III de Foix-Candale épousa Marthe comtesse d'Astarac, baronne d'Aspet, fille ainée et héritière de Jean III comte d'Astarac.
De cette union naquirent :
- Frédéric de Foix (mort en 1571), comte de Candale et de Benauges ;
- Jean de Foix, comte d'Astarac ;
- Pierre de Foix ;
- François de Foix (mort en 1594), évêque d'Aire en 1576 ;
- Christophe de Foix (mort en 1570), évêque d'Aire-sur-l'Adour le 5 mai 1560 ;
- Charles de Foix seigneur de Villefranche et de Moncassin ;
- Marie de Foix, mariée le 5 septembre 1551 à  Guy d’Aydie, vicomte de Ribérac.